# Philip Van Cortlandt

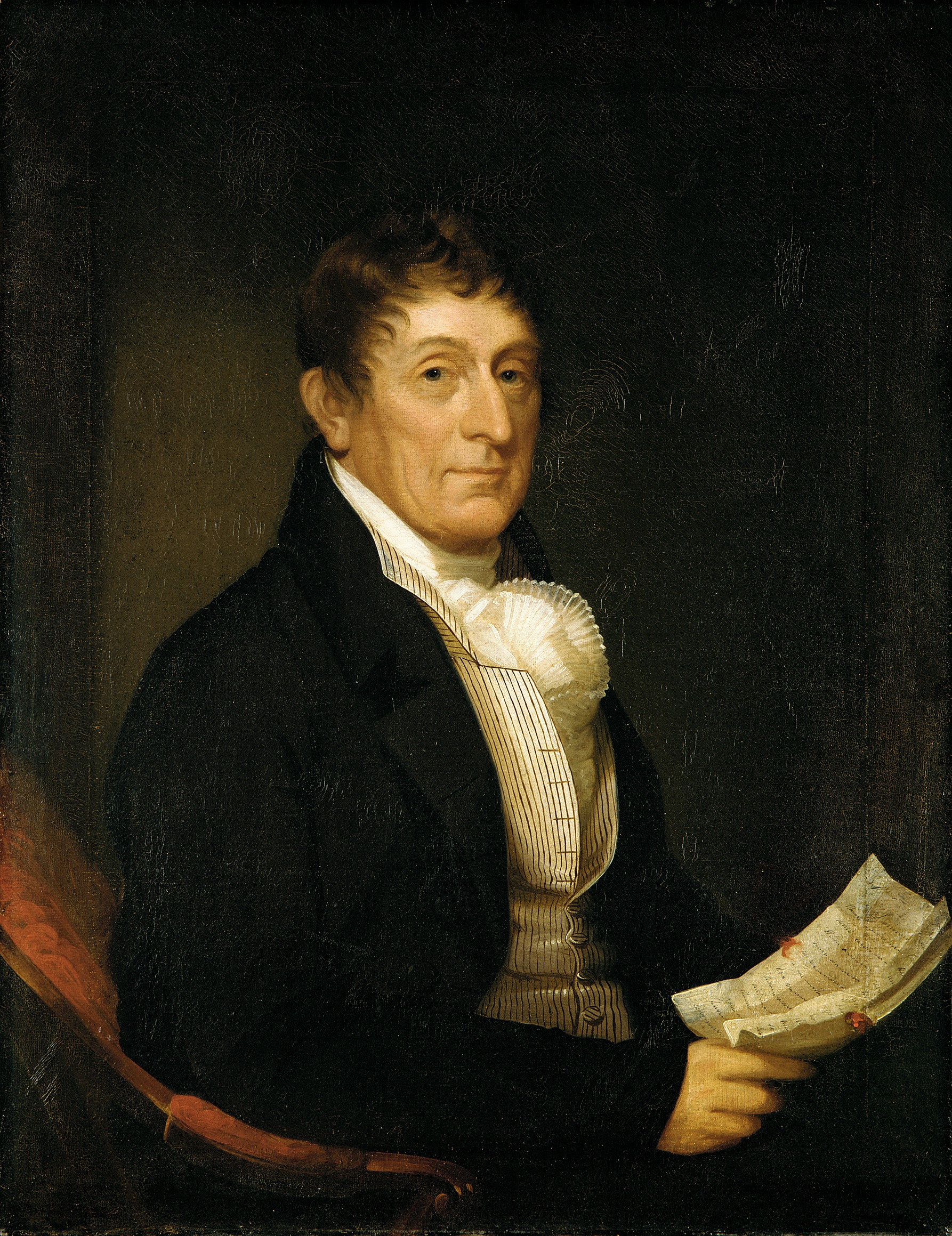
Philip Van Cortlandt, gemalt von Ezra Ames

Philip Van Cortlandt (* 21. August 1749 in New York City; † 21. November 1831 bei Croton, Westchester County, New York) war ein US-amerikanischer General und Politiker. Er stammte aus einer Siedlerfamilie in Nieuw Nederland und war der Bruder des Kongressabgeordneten Pierre Van Cortlandt, Jr.

## Werdegang
Philip Van Cortlandt studierte klassische Altertumswissenschaft und besuchte die Coldenham Academy. Im Anschluss war er als Bauingenieur tätig. Daneben verfolgte er eine politische und militärische Laufbahn. Er war 1775 Mitglied im Provinzkongress von New York. Nach dem Ausbruch des Amerikanischen Unabhängigkeitskrieges verpflichtete er sich in der Kontinentalarmee. Er bekleidete zu diesem Zeitpunkt den Dienstgrad eines Lieutenant Colonels. Für seine Leistung bei der Belagerung von Yorktown unter General Lafayette wurde er zum Brigadegeneral ernannt. Van Cortlandt war von 1788 bis 1790 Mitglied der New York State Assembly. Während dieser Zeit ratifizierte er als Delegierter 1788 die US-Verfassung. Dann war er zwischen 1791 und 1793 Mitglied im Senat von New York. Van Cortlandt wurde in den 3. US-Kongress gewählt und als Democratic-Republican in die sieben nachfolgenden US-Kongresse wiedergewählt. Er war vom 4. März 1793 bis zum 3. März 1809 im US-Repräsentantenhaus tätig. In dieser Zeit war er auch als Supervisor von Cortlandt (New York), Schulbeauftragter und road master tätig. Darüber hinaus beschäftigte er sich mit Landwirtschaft und war Gründungsmitglied der Society of the Cincinnati. Er starb 1831 auf dem Van Cortlandt Manor bei Croton (New York) und wurde auf dem Hillside Cemetery in Peekskill (New York) beigesetzt.